# Tolga Zengin
Tolga Zengin (* 10. Oktober 1983 in Hopa, Artvin) ist ein ehemaliger türkischer Fußballtorwart. Zuletzt stand er bei Beşiktaş Istanbul unter Vertrag.

## Karriere

### Vereine
Zengin begann seine Vereinskarriere in der Jugend von Trabzon İdmanocağı und wechselte 1998 in die Jugend von Trabzonspor. 2002 erhielt er bei Trabzonspor einen Profivertrag, spielte aber etwa zwei Spielzeiten lang für die Reservemannschaft. Zur Spielzeit 2004/05 wurde er dann in den Kader der Profimannschaft aufgenommen und absolvierte in seiner ersten Saison zwei Erstligapartien.
Zur Mitte der Spielzeit 2006/07 eroberte er sich einen Stammplatz und behielt diesen etwa eineinhalb Spielzeiten lang. Erst in der Saison 2008/09 verlor er seinen Stammplatz an den neu zur Mannschaft hinzugekommenen Onur Kıvrak. Die nachfolgenden Spielzeiten konkurrierte er mit Kıvrak um den Platz des Stammtorhüters.
Am 25. Juli 2013 wechselte Zengin für eine Ablösesumme von 2,75 Millionen Euro zu Beşiktaş Istanbul.

### Nationalmannschaft
Er war in über 60 Länderspielen im Kader der türkischen Juniorennationalmannschaften.
Im August 2006 durfte er in einem Freundschaftsspiel gegen Luxemburg das Tor der türkischen Nationalmannschaft hüten.
Bei der Fußball-Europameisterschaft 2008 war er als dritter Torwart im Kader der türkischen Nationalmannschaft. Vor dem Halbfinale gegen Deutschland äußerte Trainer Fatih Terim, dass er wegen der durch Verletzungen und Sperren entstandenen Personalnot der Türken Zengin möglicherweise als Feldspieler einsetzen werde. Dazu kam es jedoch nicht.

## Erfolge
Mit Trabzonspor
- Türkischer Vizemeister (2): 2004/05, 2010/11
- Türkischer Pokalsieger (1): 2009/10
- Türkischer Supercup (1): 2010

Mit Beşiktaş
- Türkischer Meister (2): 2016, 2017

Mit der türkischen Nationalmannschaft
- Halbfinalist der Europameisterschaft: 2008